# Стињано (Пистоја)
Стињано је насеље у Италији у округу Пистоја, региону Тоскана.
Према процени из 2011. у насељу је живело 94 становника. Насеље се налази на надморској висини од 96 м.